# La carovana dei mormoni
La carovana dei mormoni (Wagon Master) è un film western del 1950 diretto da John Ford.
La serie televisiva Carovane verso il West, prodotta a cavallo tra gli anni cinquanta e sessanta, fu realizzata sullo stesso soggetto.

## Trama
Stati Uniti d'America, 1870. Una carovana di coloni mormoni, diretta nella "terra promessa", assume come guida per il viaggio attraverso lo Utah i due giovani cowboy Travis e Sandy, dopo che si sono dichiarati alieni all'uso delle armi come prevede la fede mormone (la frase di Travis: "sparo solo agli sciacalli" acquisterà solo alla fine un significato traslato). Lungo il percorso si imbattono prima nel ciarlatano e dentista dott. Locksley Hall e nelle sue due accompagnatrici e poi nella banda dei fuorilegge Clegg capitanati da "zio Shiloh", in fuga dopo una rapina, che in breve li prendono in ostaggio. Dopo un incontro anche con gli indiani Navajo e varie peripezie del viaggio, saranno proprio i due giovani, in un conflitto a fuoco, a liberarli dai banditi, prima di raggiungere la meta desiderata.

## Accoglienza
La pellicola fu un progetto personale e molto sentito da parte di Ford, il quale non esitò a definirlo, a suo parere, come uno dei suoi film più riusciti. La mancanza di attori stellari causata dal basso budget a disposizione lo portò ad essere un'opera di minore visibilità agli occhi del grande pubblico, soprattutto se paragonata alle altre pellicole del noto regista statunitense, le quali spesso, invece, erano infarcite di attori all'apice della notorietà. Ciononostante, il film raccoglie l'apprezzamento della critica (il Morandini gli assegna quattro stelle su cinque, il Mereghetti tre e mezzo su quattro) e degli appassionati del genere.